# Walter Augustin Villiger
Walter Augustin Villiger (Lenzburg, 25 dicembre 1872 – Jena, 5 febbraio 1938) è stato un astronomo svizzero naturalizzato tedesco.

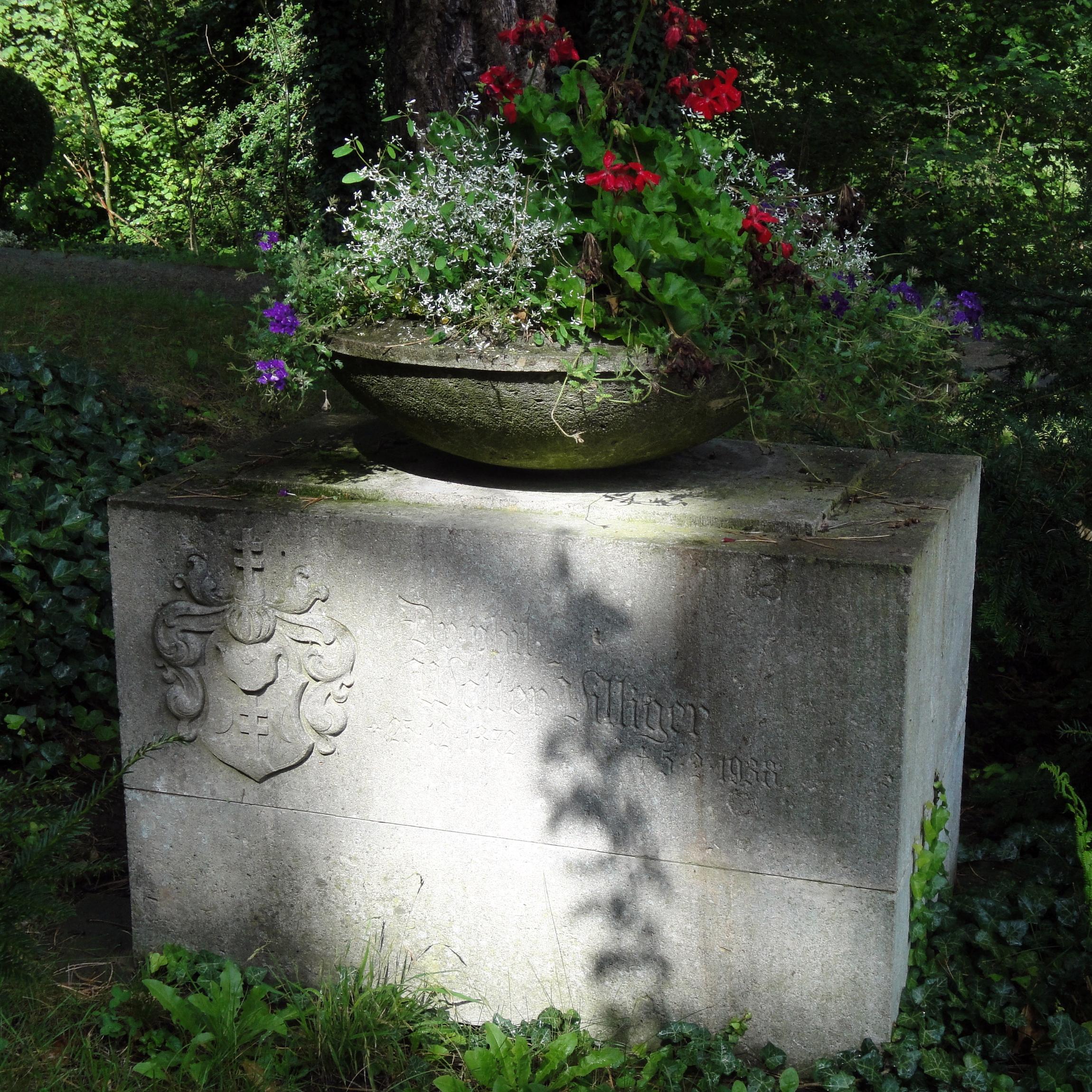
Tomba a Jena

Ingegnere alla Carl Zeiss, progettò nel 1924 l'evoluzione, denominata Mark II, del primo planetario installato dalla medesima ditta al Deutsches Museum di Monaco l'anno precedente.
Il Minor Planet Center gli accredita la scoperta dell'asteroide 428 Monachia effettuata il 18 novembre 1897.
Gli è stato dedicato l'asteroide 1310 Villigera.